# Aurora Pro Patria 1919 2015-2016
Questa voce raccoglie le informazioni riguardanti la Pro Patria nelle competizioni ufficiali della stagione 2015-2016.

## Stagione
Nonostante abbia perso i Play-out della scorsa stagione, la Pro Patria ha potuto evitare di scendere di categoria, grazie alla retrocessione della Torres per l'inchiesta su Dirty Soccer, la Pro Patria viene ripescata e riammessa alla Lega Pro. Per via dello stesso scandalo, il Tribunale Federale imputa alla squadra di Busto 3 punti di penalizzazione per la stagione sportiva 2015-2016. La Pro Patria chiude la stagione all'ultimo posto a 7 punti, 10 quelli raccolti sul campo, retrocedendo in Serie D. in 34 partite di campionato vince una sola volta in casa (1-0) con la Cremonese, pareggia sette gare, ne perde 26. Con 4 reti segnate è Mattia Montini il miglior marcatore stagionale dei bustocchi. I tigrotti realizzano 15 reti a fronte delle 61 reti subite. Essendo stati ripescati i bustocchi hanno iniziato in ritardo il torneo, con la terza giornata, e poi recuperato le prime due giornate. La Pro Patria non partecipa alla Coppa Italia di Lega Pro. Ritorna tra i professionisti nella stagione 2018-2019.

## Divise e sponsor
Lo sponsor tecnico per la stagione 2015-2016 (dopo tre stagioni passate con l'Erreà) è Macron. La prima maglia resta la classica biancoblu a strisce orizzontali; la seconda maglia è arancione.
| Casa | Trasferta | 1ª Portiere | 2ª Portiere |

## Rosa
Rosa tratta dal sito ufficiale della Pro Patria
| N. |                    | Ruolo | Calciatore          |
| -- | ------------------ | ----- | ------------------- |
|    | Albania (bandiera) | P     | Armando Demalija    |
|    | Italia (bandiera)  | P     | Cosimo La Gorga     |
|    | Italia (bandiera)  | P     | Luca Zanotti        |
|    | Italia (bandiera)  | D     | Matteo D'Alessandro |
|    | Italia (bandiera)  | D     | Michele Ferri       |
|    | Italia (bandiera)  | D     | Christian Jidayi    |
| 3  | Italia (bandiera)  | D     | Alessandro Manti    |
|    | Italia (bandiera)  | D     | Alberto Marchiori   |
|    | Italia (bandiera)  | D     | Andrea Pisani       |
|    | Italia (bandiera)  | D     | Marcello Possenti   |
|    | Italia (bandiera)  | D     | Marco Taino         |
|    | Italia (bandiera)  | D     | Giovanni Zaro       |
|    | Italia (bandiera)  | C     | Pierluigi Bastone   |
|    | Italia (bandiera)  | C     | Mirko Bigazzi       |
|    | Italia (bandiera)  | C     | Giuseppe Capua      |
|    | Italia (bandiera)  | C     | Davide Carcuro      |

| N. |                      | Ruolo | Calciatore                   |
| -- | -------------------- | ----- | ---------------------------- |
|    | Italia (bandiera)    | C     | Gian Marco Cavalieri         |
|    | Italia (bandiera)    | C     | Mario Coppola                |
|    | Italia (bandiera)    | C     | Giorgio De Vincenzi          |
|    | Italia (bandiera)    | C     | Lorenzo Degeri               |
|    | Camerun (bandiera)   | C     | Georges Douglas Petdji Tsila |
|    | Ghana (bandiera)     | C     | Alimeyaw Salifu              |
|    | Italia (bandiera)    | C     | Gianluca Sampietro           |
|    | Italia (bandiera)    | A     | Dario Costa                  |
|    | Italia (bandiera)    | A     | Francesco Filomeno           |
|    | Italia (bandiera)    | A     | Emanuele Marra               |
|    | Italia (bandiera)    | A     | Mattia Montini               |
|    | Brasile (bandiera)   | A     | Piá                          |
|    | Italia (bandiera)    | A     | Simone Vernocchi             |
|    | Argentina (bandiera) | A     | Mario Santana                |
|    | Italia (bandiera)    | A     | Diego Vettraino              |

## Risultati

### Campionato

#### Girone di andata
| Arbitro: | De Tullio (Bari) |

|  |           |                                                                |
|  | Marcatori | 27’ Tortori 32’, 79’ (rig.) G. Greco 60’ Bracaletti 67’ Romero |

| Arbitro: | Detta (Mantova) |

|                                                 |           |  |
| Cesarini 26’ (rig.) M. Marchi 54’ Del Sante 83’ | Marcatori |  |

| Arbitro: | Spinelli (Terni) |

|                             |           |              |
| Brega 18’ Soncin 90’ (rig.) | Marcatori | 76’ Filomeno |

| Arbitro: | Sprezzola (Mestre) |

|           |           |                                                    |
| Taino 51’ | Marcatori | 25’ Cattaneo 34’ De Agostini 61’ Pasa 64’ De Cenco |

| Arbitro: | Guarino (Caltanissetta) |

|                              |           |            |
| Barbuti 13’ (rig.) Varas 87’ | Marcatori | 7’ Montini |

| Arbitro: | Annaloro (Collegno) |

|             |           |                                |
| Coppola 36’ | Marcatori | 26’, 65’ Chiaretti 42’ Litteri |

| Arbitro: | Mastrodonato (Molfetta) |

|  |           |                                     |
|  | Marcatori | 42’ Banegas 52’ Garín 65’ Chiaretti |

| Arbitro: | Andreini (Forlì) |

|              |           |  |
| Proietti 82’ | Marcatori |  |

| Arbitro: | Marchetti (Ostia Lido) |

|  |           |             |
|  | Marcatori | 57’ Rantier |

| Arbitro: | Pasciuta (Agrigento) |

|             |           |  |
| Bocalon 41’ | Marcatori |  |

| Busto Arsizio 14 novembre 2015, ore 14:30 CET 11ª giornata | Pro Patria                  | 0 – 0 referto | Reggiana | Stadio Carlo Speroni\| Arbitro: \| Valiante (Nocera Inferiore) \| |
| Arbitro:                                                   | Valiante (Nocera Inferiore) |               |          |                                                                   |

| Gorgonzola 22 novembre 2015, ore 15:00 CET 12ª giornata | Giana Erminio       | 0 – 0 referto | Pro Patria | Stadio Città di Gorgonzola\| Arbitro: \| Vesprini (Macerata) \| |
| Arbitro:                                                | Vesprini (Macerata) |               |            |                                                                 |

| Busto Arsizio 28 novembre 2015, ore 17:30 CET 13ª giornata | Pro Patria               | 0 – 0 referto | Padova | Stadio Carlo Speroni\| Arbitro: \| Catona (Reggio Calabria) \| |
| Arbitro:                                                   | Catona (Reggio Calabria) |               |        |                                                                |

| Arbitro: | Viotti (Tivoli) |

|                                |           |           |
| Gliozzi 34’ (rig.) Bassoli 89’ | Marcatori | 60’ Marra |

| Arbitro: | Provesi (Treviglio) |

|                 |           |  |
| D'Alessandro 2’ | Marcatori |  |

| Arbitro: | Zanonato (Vicenza) |

|             |           |           |
| Momentè 89’ | Marcatori | 50’ Capua |

| Arbitro: | Sprezzola (Mestre) |

|  |           |             |
|  | Marcatori | 76’ Florian |

#### Girone di ritorno
| Busto Arsizio 17 gennaio 2016, ore 15:00 CET 18ª giornata | Pro Patria       | 0 – 0 referto | Pavia | Stadio Carlo Speroni\| Arbitro: \| Panarese (Lecce) \| |
| Arbitro:                                                  | Panarese (Lecce) |               |       |                                                        |

| Arbitro: | Fiorini (Frosinone) |

|                             |           |           |
| Litteri 5’ Ferri 38’ (aut.) | Marcatori | 83’ Marra |

| Arbitro: | Massimi (Termoli) |

|                        |           |  |
| Guerra 44’ Tortori 69’ | Marcatori |  |

| Arbitro: | Zingarelli (Siena) |

|                      |           |                               |
| Santana 44’ Zaro 85’ | Marcatori | 32’ (rig.) Soncin 83’ Pesenti |

| Arbitro: | Guarino (Caltanissetta) |

|                                          |           |  |
| Strizzolo 11’ Buratto 59’ Berrettoni 63’ | Marcatori |  |

| Arbitro: | Pasciuta (Agrigento) |

|                    |           |                         |
| Santana 86’ (rig.) | Marcatori | 68’ Sarao 90+1’ Valotti |

| Arbitro: | Paterna (Teramo) |

|                       |           |             |
| Chinellato 24’ (rig.) | Marcatori | 75’ Montini |

| Arbitro: | Robilotta (Sala Consilina) |

|  |           |              |
|  | Marcatori | 58’ Bizzotto |

| Arbitro: | Sassoli (Arezzo) |

|                     |           |             |
| D. D'Alessandro 30’ | Marcatori | 41’ Montini |

| Arbitro: | Pietropaolo (Modena) |

|  |           |                |
|  | Marcatori | 14’ M. Marconi |

| Arbitro: | Nicoletti (Catanzaro) |

|          |           |  |
| Nolè 80’ | Marcatori |  |

| Arbitro: | Gioia (Nola) |

|  |           |                         |
|  | Marcatori | 59’ Cogliati 83’ Perico |

| Arbitro: | Annaloro (Collegno) |

|                                            |           |             |
| Altinier 6’ Neto Pereira 66’ Finocchio 88’ | Marcatori | 54’ Montini |

| Arbitro: | Meleleo (Casarano) |

|  |           |              |
|  | Marcatori | 62’ Spagnoli |

| Arbitro: | Sprezzola (Mestre) |

|                                |           |  |
| A. Brighenti 33’ Scarsella 72’ | Marcatori |  |

| Arbitro: | Boggi (Salerno) |

|  |           |                                         |
|  | Marcatori | 15’ Tripoli 32’ Zammarini 73’ M. Marchi |

| Arbitro: | Detta (Mantova) |

|                               |           |             |
| Napoli 3’ Teso 10’ Ekuban 65’ | Marcatori | 32’ Santana |